# Лионелло д’Эсте
Лионелло д’Эсте или Леонелло д’Эсте (итал. Lionello d’Este или Leonello d’Este; 21 сентября 1407, Феррара — 1 октября 1450, Вогьера, палаццо Бельригуардо) — маркиз Феррары (1441—1450), герцог Модены и Реджо-нель-Эмилии, внебрачный сын Никколо III д’Эсте. Несмотря на то, что у Никколо были законные дети, в качестве своего преемника он предпочёл видеть Лионелло. Уровень образования и способность к управлению, популярность среди подданных, а также официальное признание Лионелло папой сделали его наиболее подходящим наследником. Уже с 1434 года он был соправителем своего отца и показал себя на этом поприще успешным администратором. Лионелло не имел сильного влияния на политические дела Италии и аристократию Феррары. Его краткое правление не отмечено сколько-нибудь серьёзными внешними и внутренними конфликтами. В отличие от других представителей семьи д’Эсте: Аццо VII, Никколо III и Изабеллы д’Эсте, которые стремились к доминированию на политической сцене, он известен главным образом тем, что при нём сформировался один из самых блестящих итальянских ренессансных дворов, где покровительствовали искусству, литературе и культуре. По мнению исследователей, в годы правления Лионелло начался процесс преобразования Феррары из средневековой синьории в ренессансное государство. Лионелло сделал Феррару одним из значительных европейских центров образования. С одобрения коммуны и, возможно, под влиянием своего учителя-гуманиста Гуарино да Вероны он реформировал Университет Феррары, в котором учились студенты и работали преподаватели как из Италии, так и из других стран. Учебный центр успешно конкурировал с рядом расположенными знаменитыми университетами Падуи и Болоньи.

## Биография

### Наследник Никколо III д’Эсте
Лионелло был одним из трёх незаконнорождённых сыновей Никколо III д’Эсте от Стеллы де Толомеи из Сиены. Любовница Никколо принадлежала к одной из ветвей семьи Толомеи — Толомеи дель Ассассино (итал. Tolomei dell’Assassino). Второй сын Никколо и Стеллы получил имя в честь героя рыцарского романа — Лионелло. Первоначально он жил и воспитывался при дворе отца, его первым учителем был писатель Гульельмо Капелло (итал. Guglielmo Capello). В пятнадцать лет, как это было принято у Эсте в эпоху Возрождения, он был послан ко двору Нанни Строцци, чтобы изучать военное дело под руководством кондотьера Браччо да Монтоне, с которым принимал участие в военных походах. К моменту гибели Браччо в июне 1424 года Лионелло получил достаточные познания в этой области, он вернулся в Феррару и принял участие, хотя и не очень активное, в войне между Миланом и венецианско-флорентийской лигой (1425). О следующих четырёх годах жизни Лионелло документальных свидетельств не сохранилось. Его учителем с момента прибытия в Феррару в 1429 году и по 1436 год был известный гуманист, будущий профессор Университета Феррары Гуарино да Верона. Гуарино получил возможность открыть школу, в которой могли учиться феррарцы из всех социальных слоёв, приобщаясь к новой, гуманистической культуре. Лионелло изучал грамматику, риторику, историю, философию и этику. Блестящее знание латыни он продемонстрировал во время визита ко двору императора Священной Римской империи Сигизмунда в 1433 году, который произвёл Лионелло и четырёх его братьев в рыцари. Лионелло произнёс речь на латыни, в ней император сравнивался с Александром Македонским и Цезарем. Известно, что в январе 1438 года при открытии Ферраро-Флорентийского собора Лионелло приветствовал на латыни папу Евгения IV. 

Именно под влиянием Гуарино Лионелло сформировался как правитель эпохи Ренессанса. Да Верона и позднее наставлял Лионелло; так, уже в 1439 году, по случаю охоты наследника маркизата в Реджо, Гуарино писал ему: 
«Ты должен искать не столько птиц — куропаток и фазанов, сколько людей и расположения этого народа. Действительно, чтобы привлечь любовь подданных более крепкой связью, чем законы правящих, недостаточно иметь имя синьора; но надо пожать им руку, посмотреть им в лицо, обещать помощь, что можно сделать только видя их, — это более крепкие цепи, соединяющие души…»
 В политических же интригах Лионелло не был искушён.
В 1425 году, после казни своего старшего брата Уго Альдобрандино, уличённого в любовной связи со своей мачехой, Паризиной, Лионелло стал признанным наследником Никколо и его соправителем. Династия д’Эсте в вопросах передачи власти отличалась от других владетельных семейств Италии тем, что право наследования, как правило, передавалось незаконнорождённым сыновьям в ущерб дочерям и даже сыновьям от законных браков. Отец Лионелло д’Эсте, Никколо, также был незаконнорождённым сыном. В возрасте девяти лет Никколо стал правопреемником своего отца, Альберто. Однако обстоятельства, при которых Лионелло становился преемником Никколо, отличались от обстоятельств последнего прежде всего потому, что Никколо был единственным сыном Альберто, в то время как у Лионелло были младшие законные братья — Эрколе и Сиджизмондо. Ещё один старший брат — Мелиадузе (1406—1452) (итал. Meliaduse), сын Никколо от его фаворитки Катерины Медичи, — готовился к духовной карьере. Имея законных сыновей от третьего брака, Никколо настоял на том, что именно Лионелло должен наследовать ему. Правитель защищал права Лионелло на престол, учитывая его личные качества, популярность среди его подданных (как наследник он получил широкую поддержку среди них) и официальное папское признание. Отец выделял Лионелло за добродетели, необходимые в понятиях той эпохи достойному правителю, а его образование выгодно выделяло его среди прочих братьев и сестёр. К 1434 году Лионелло стал соправителем своего отца и проявил себя как способный администратор. Так, на Лионелло было возложено материальное обеспечение мероприятий феррарской части Собора 1438 года. Впоследствии Лионелло наследовал его родной младший брат Борсо — также незаконнорождённый сын Никколо.
В 1428 или в начале 1429 года были начаты переговоры о заключении брака между Лионелло и Маргаритой Гонзагой, дочерью маркиза Мантуи Джанфранческо I Гонзаги. Никколо задолжал крупную сумму денег Гонзаге, средства были потрачены на строительство замка Эстенсе. Гонзага согласился выдать свою дочь Маргариту замуж за Лионелло, а долг считать её приданым. Он получил от Никколо обещание, что потомки Маргариты станут правителями Феррары. Таким образом Гонзага и Эсте через брак своих детей решали финансовую проблему и укрепляли связи между двумя маркизатами. Это было выгодно и для Лионелло, так как союз с дочерью Гонзага гарантировал ему в дальнейшем политическую поддержку. Одним из условий брачного договора Гонзага выставили требование о признании Лионелло официальным наследником Никколо. В 1429 году Лионелло был признан папой Мартином V законным сыном Никколо. Бракосочетание Лионелло и Маргариты состоялось 1 января 1435 года при Мантуанском дворе. Шестого февраля 1435 года свадьба была отпразднована в Ферраре. От Маргариты у Лионелло был сын Никколо (1438—1476), она умерла в 1439 году.
В октябре 1440 года миланский герцог Филиппо Мария Висконти неожиданно предложил выдать за Лионелло свою дочь Бьянку Марию. Брак этот, по мнению герцога, должен был теснее связать Феррару с Миланом и дать возможность ему влиять на феррарскую политику. Он отправил свою дочь в Феррару, она там прожила шесть месяцев. Планы Висконти произвели волнение среди итальянских правителей. Однако этому союзу не суждено было состояться — Бьянка Мария уже была обещана Франческо Сфорца, с которым в 1438 году Висконти поссорился и стал искать нового жениха для дочери. Впоследствии она всё-таки вышла замуж за Сфорца.
Никколо понимал, что младшие законнорождённые братья Лионелло являются его потенциальными соперниками. Опасаясь внутрисемейного конфликта, который мог возникнуть между незаконнорождёнными и законнорождёнными братьями и сёстрами, Никколо оттягивал официальное назначение Лионелло преемником. Несмотря на то, что Лионелло являлся соправителем отца уже с 1434 года, Никколо лишь в последнем варианте завещания, подписанном в день смерти, 26 декабря 1441 года, назвал Лионелло своим наследником. Первый же вариант от 18 октября 1435 года, вопреки тем правилам, которые были сформулированы ещё в начале правления Никколо, предусматривал разделение земель между двумя старшими сыновьями — внебрачным Лионелло и законным Эрколе Тем не менее Тревор Дин сомневается, что у Никколо когда-либо возникала мысль разделить земли между сыновьями. В своей последней воле Никколо материально обеспечил Эрколе и Сиджизмондо, гарантировав каждому получение по 10 000 дукатов. После смерти Никколо Лионелло, наконец, был признан его наследником и новым маркизом Феррары. Никколо в своём завещании также указал, что право первородства при передаче власти должно соблюдаться и после смерти Лионелло.

### Маркиз Феррары

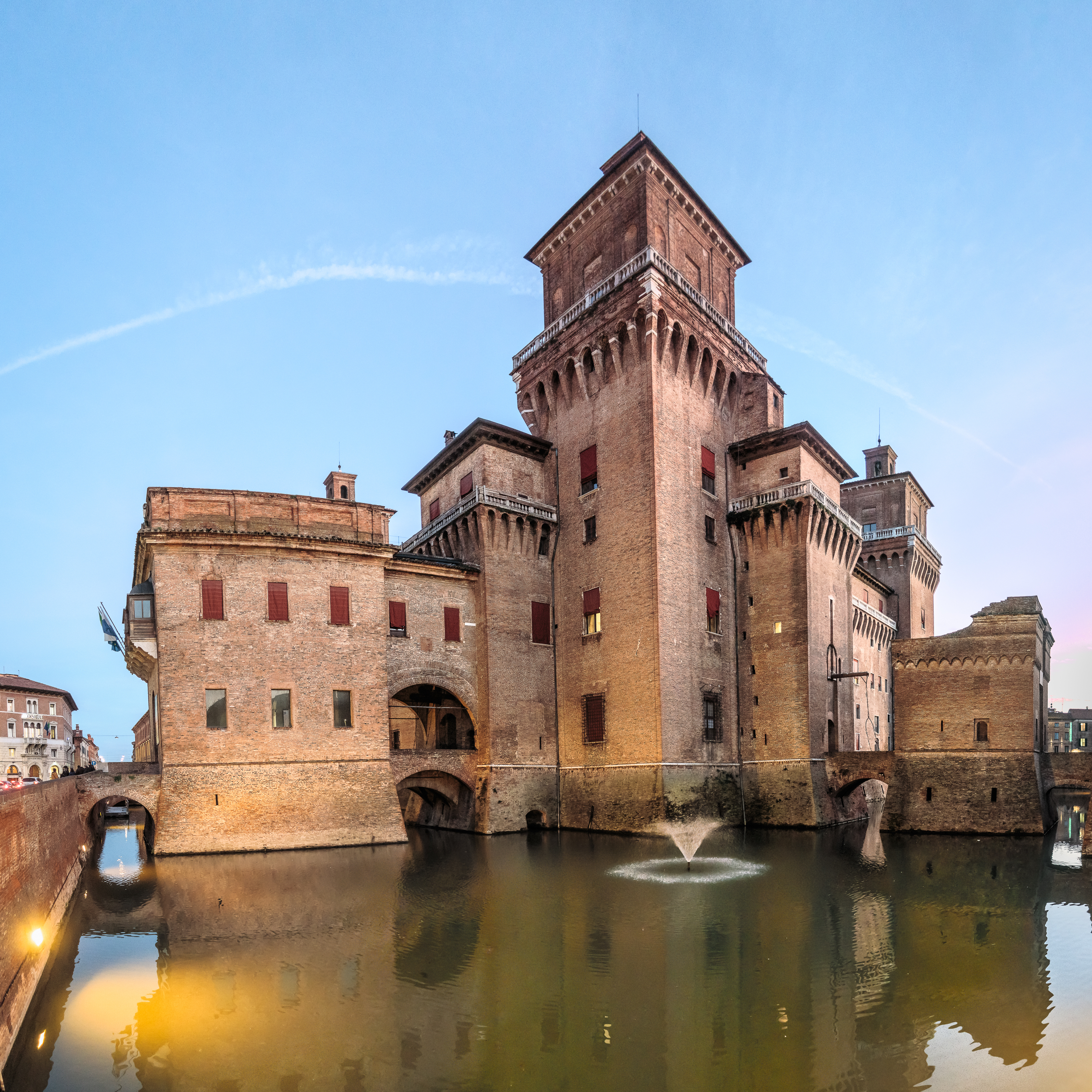
Замок Эстенсе. Резиденция Эсте в Ферраре

Никколо скоропостижно скончался 26 декабря 1441 года в Милане, объявив перед смертью наследником Лионелло. Через два дня, 28 декабря, в замке Эстенсе Лионелло был провозглашён нобилями Феррары, которых собрал судья Джованни Гуаленго (итал. Giovanni Gualengo), правителем Феррары, Модены и Реджо. Вдова Никколо Риччарда ди Салуццо безуспешно пыталась отстоять права своих сыновей Эрколе и Сиджизмондо; потерпев неудачу, она более не поднимала этого вопроса. Через некоторое время, в октябре 1442 года, Риччарда оставила Феррару. Борсо, родной брат Лионелло, поддержал его притязания и в благодарность получил в управление Модену и замки Реджо, а также Полезине — важную в стратегическом отношении область, граничившую с Венецианской республикой и присоединённую к владениям Эсте в 1438 году.

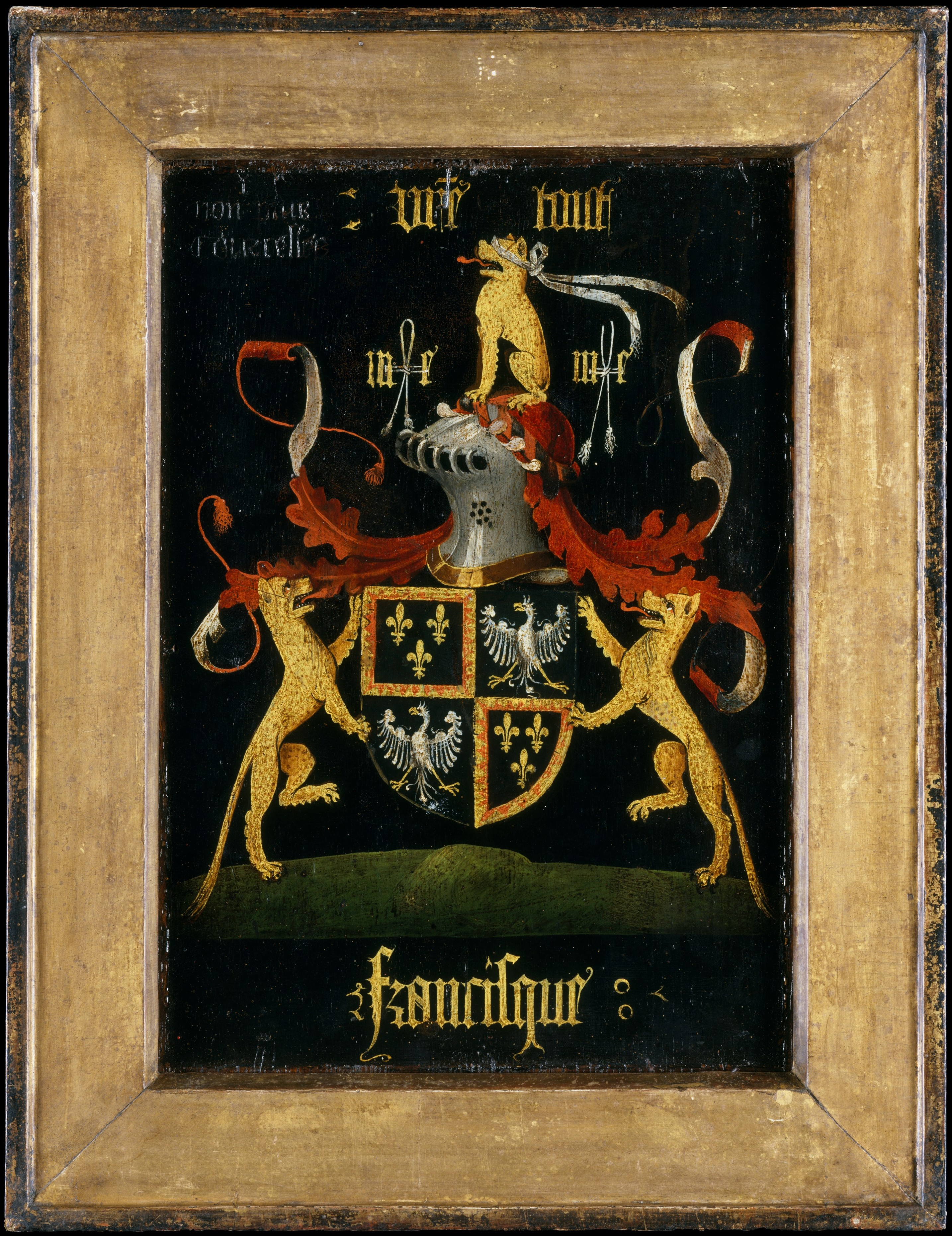
Рогир ван дер Вейден. Портрет Франческо д'Эсте (незаконнорождённого сына Лионелло). Оборотная сторона. Герб Эсте после 1432 года, когда Карл VII даровал им право на французские лилии. Рысь с повязкой на глазах — личный герб Лионелло

Как правитель Феррары Лионелло с самого начала инициировал значительные экономические, политические и культурные изменения в жизни маркизата. Следуя заветам своего учителя Гуарино да Вероны, он добивался мирными средствами того, чего другие правители добивались войной. Его недолгое 9-летнее правление не было отмечено ни чрезмерными жестокостями, ни военно-политическими предприятиями, а семейные распри были на время забыты. Продолжая традиции, сложившиеся у феодалов Эмилии, он искал согласия с народом. Лионелло заботился о своих подданных в голодные годы. Уже зимой 1442 года случилась нехватка зерна, маркиз успешно разрешил эту проблему. Несмотря на сложную экономическую ситуацию, он снизил налоги сразу после начала своего правления и неоднократно обращался к этому способу завоевания признания в последующие годы, инициировал принятие законов против расточительности (ограничение доли расходования приданого для женщин, запрет шёлковой одежды для низших слоёв населения). При Лионелло были предприняты масштабные меры по осушению лагун По, что было значительным шагом в развитии сельского хозяйства, бывшего основным видом деятельности населения региона. Новым территориям, образовавшимся в результате мелиоративных мер, были даны налоговые льготы, и, по соглашению с духовенством, они были освобождены от сбора десятины. Профессор Тревор Дин характеризует стиль правления Лионелло как активный, патерналистский (англ. «active, paternalistic style»). Продление срока викариатства, получаемого от папы, до пожизненного и усиление административной власти центра над отдалёнными районами способствовали большей стабильности. Лояльность знати достигалась путём умелого распределения земельных владений.
Лионелло, несмотря на свою популярность, всё же правил не единолично. Кроме Борсо, поддерживавшего брата с самого начала, Лионелло помогали те, кто в своё время сотрудничал с его отцом. Это были: Угуччоне Контрари, Фельтрино Боярдо, Джованни Гуаленго и Альберто Пио ди Карпи. Это своего рода коллегиальное правление, нетрадиционное для итальянских князей той эпохи, обеспечивало преемственность политических начинаний Никколо III. Феррара, в силу своего географического положения, находилась в центре интересов двух противоборствующих сил: Венецианской республики, которая стремилась расширить свои владения на материке, и Миланского герцогства, желавшего присоединить Романью. Со времён Никколо III маркизат занимал позицию неприсоединения, избегая столкновения с обоими своими гораздо более могущественными соседями. При этом Никколо использовал все возможные политические и дипломатические уловки, действуя иногда беспринципно, не останавливаясь перед обманом или двойной игрой, чтобы не поссориться ни с Венецией, ни с Миланом и сохранить определённую самостоятельность. Он также выступал (иногда успешно) посредником между враждующими сторонами. В том же духе продолжал действовать и Лионелло, способствовавший заключению Каврианского мира (условия которого были объявлены 10 декабря 1441 года), завершившего один из длительных периодов противостояния Венеции и Милана. Он поддерживал дружеские отношения с миланским герцогом и получил от того подтверждение признания Реджо владением Эсте. Борсо д'Эсте служил в армии Висконти и даже был советником герцога. В то же время Лионелло не забывал и о Венеции: став маркизом, он тут же обменялся с ней послами. Через браки своих сестёр Лионелло также упрочил свои связи с правителями Урбино, Сеньи, Камерино и Корреджо.
Весной 1444 года Лионелло женился второй раз. Его супругой стала девятнадцатилетняя Мария Арагонская, незаконнорождённая дочь короля Неаполя Альфонсо V. Свадьба праздновалась с величайшей пышностью, поразившей европейские дворы. Две недели продолжались, сменяя друг друга, рыцарские поединки, игра в мяч, охота на диких зверей в парке дворца Бельфиоре, на которую молодожёны смотрели с балкона, и другие развлечения.
Брак был обусловлен политическими мотивами. В 1443 году папа Евгений IV начал войну за восстановление контроля над Марке, территорией, захваченной Франческо Сфорца. Военные действия, а также новые экономические трудности грозили разрушением хрупкого равновесия, достигнутого Лионелло. Он видел возможность создания союзов с соседними регионами и усиления своего влияния через новый брак, который, вероятно, был одобрен Висконти. Победа Альфонсо V, отца Марии, в 1442 году в войне за Неаполь с Рене Анжуйским послужила катализатором такого союза для Лионелло и открыла новые возможности для Феррары как в экономическом, так и в культурном плане. Не все цели, поставленные в связи с этим брачным союзом, были достигнуты. Лионелло стал для Альфонсо посредником в деле создания союза между ним (Альфонсо), Висконти и папой. Союз помогал Сиджизмондо Малатеста, Сфорца поддерживала венециано-флорентийская лига. Малатеста и Сфорца столкнулись в Романье, война возобновилась, боевые действия шли в 1445 и 1446 годах. Политика союзнических связей между Неаполитанским королевством и Феррарой, положенная Лионелло, продолжалась и его преемниками. Эрколе д’Эсте, законнорождённый сын Никколо III, наследовавший Борсо, женился на Элеоноре Арагонской, племяннице Марии, продолжив таким образом дипломатические и культурные связи с Неаполем.
Явная связь Эсте с представителями Арагонского дома лишила его нейтрального статуса. Лионелло искал финансовой помощи у Висконти, чтобы поддержать войско для защиты своих владений. Командование военными он доверил кондотьеру графу Луиджи Даль Верме, сам же занялся налаживанием связей с ближайшими государствами, в основном с Мантуей. Однако он испытывал давление со стороны Милана, желавшего, чтобы после поражений Висконти 1446 года Эсте включился в военные действия. При этом были бы испорчены отношения с Венецией, которая сочла бы любую, даже невоенную, помощь герцогу Милана враждебным действием против себя. Лионелло удалось уклониться от участия в конфликте и в 1446 году, и после примирения Франческо Сфорца и Филиппо Мария Висконти в начале 1447 года. Он не вступал в лигу, организованную Римом, Миланом и Неаполем, несмотря на настойчивые попытки агента Сфорца Пьетро Пустерлы (итал. Pietro Pusterla), направленные на вовлечение Феррары в этот обновлённый союз. Тем не менее в 1446—1447 годах из-за того, что через территорию Феррары неоднократно проходили войска государств, воевавших с Венецией, отношения между маркизатом и республикой ухудшились. Для улаживания конфликта эмиссар Светлейшей Франческо Барбаро специально прибыл ко двору Эсте. В первой половине 1447 года появился шанс прекратить военные противостояния в регионе: в Ферраре были начаты переговоры между Венецией, Флоренцией, Миланом, Неаполем и Болоньей. Инициатором их стал папа Николай V. Здесь Эсте выступил в более привычной для себя роли миротворца. Переговоры прекратились со смертью Филиппо Мария Висконти, который скончался 13 августа.
В первое время после смерти Висконти Лионелло попытался расширить свои владения за счёт земель, принадлежавших герцогству Миланскому. Здесь он следовал советам своего брата Борсо. Лионелло присоединил Кастельнуово-Скривию и Копьяно. Он также был приглашён Павией принять на себя управление этим городом. Однако он быстро понял, что Франческо Сфорца гораздо сильнее его. Тогда Лионелло направил свои усилия на укрепление власти Сфорца. Осенью 1448 года Лионелло предложил Франческо Сфорца брак между своим сыном Никколо и его дочерью Ипполитой. В 1449 году Эсте послал Франческо 800 лошадей и 400 пехотинцев под началом Альберто Пио ди Карпи. В этом же году он ещё раз попытался стать сеньором Пармы (в 1421 году Никколо III уступил этот город Филиппо Мария Висконти), однако Венеция не поддержала его активности в этом направлении. В марте 1450 года Сфорца стал полноправным правителем Милана, и Лионелло снова занялся мирными переговорами: в Ферраре 1 июля 1450 года был подписан договор между Венецией и Неаполем.
Из внутренних волнений в правление Лионелло исследователи упоминают лишь восстание в Гарфаньяне, случившееся в 1446 году и быстро подавленное с присущей представителям этой династии решительностью. Некоторое время при феррарском дворе существовал круг придворных, поддерживавших законных сыновей Никколо, однако серьёзных проблем эта оппозиция Лионелло не создала. Вскоре, в 1445 году, младшие братья были отправлены Лионелло в Неаполь для изучения военного дела. Это была распространённая практика для правящих семей в Италии, в данном же случае от двора удалялись потенциальные соперники Лионелло.
Лионелло умер внезапно в возрасте 43 лет от лихорадки, осложнённой «пустулой» или «абсцессом в голове», и был похоронен в церкви Санта-Мария-дельи-Анджели в Ферраре, которую отстроил в своё правление. Ему наследовал родной брат Борсо д’Эсте, несмотря на то, что своим завещанием Лионелло назначал преемником своего законного сына Никколо ди Лионелло. Борсо воспользовался тем, что Никколо было всего двенадцать лет, а Сиджизмондо и Эрколе находились в Неаполе и ничего не знали о болезни Лионелло. Борсо, пользовавшийся популярностью как у простых феррарцев, так и у представителей знати, участвовавший в управлении ещё при жизни брата, взял власть в свои руки. Впоследствии папа Николай V подтвердил права Борсо, а также его потомства на Феррару, Модену и Реджо. Окончательно передача власти от законного наследника к его законному преемнику в Ферраре установилась только после Эрколе I.

## Возрождение Университета Феррары

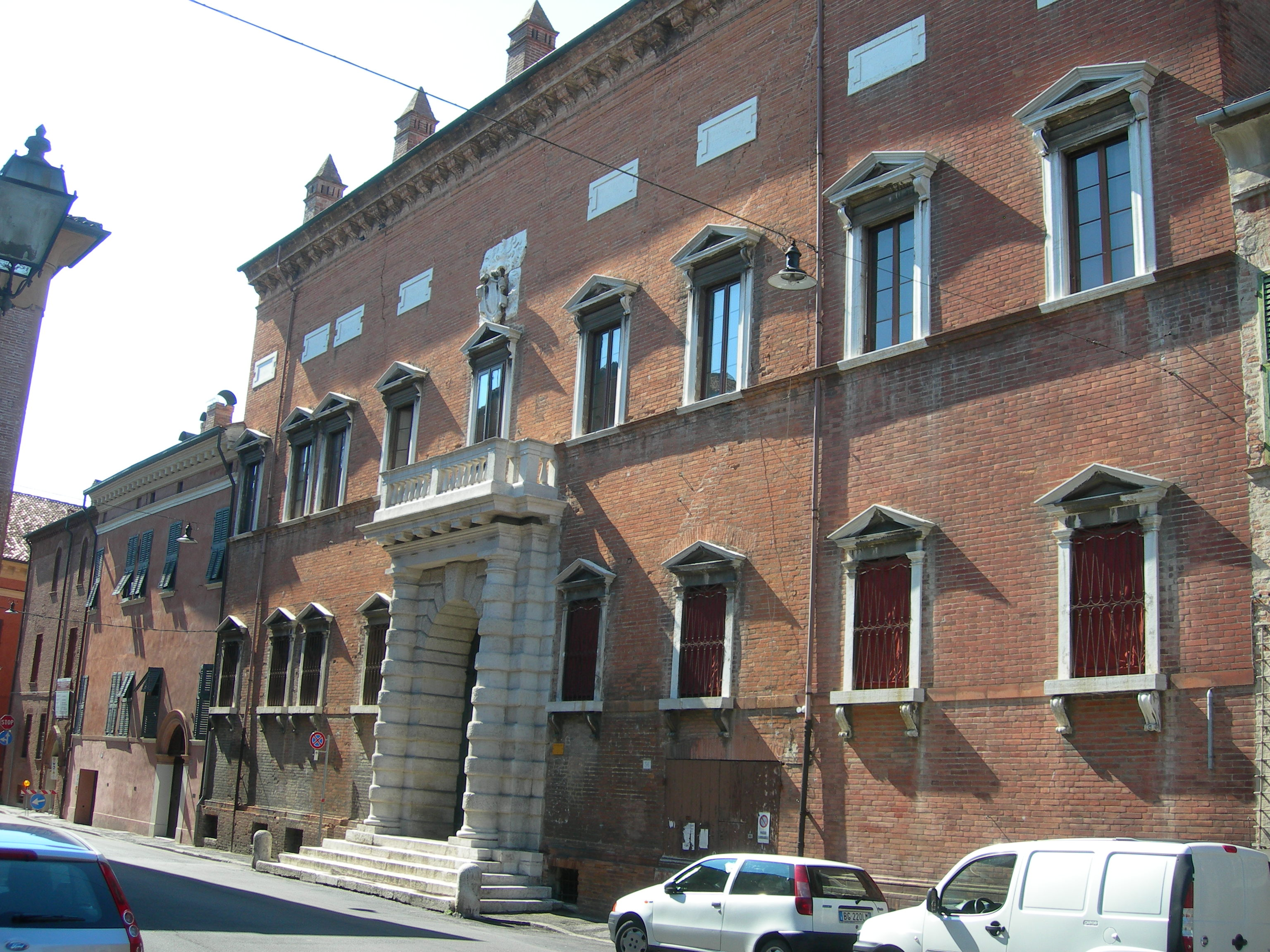
Университет Феррары. Здание факультета искусств и философии

В правление Лионелло в местной экономике произошли некоторые улучшения, однако его основное влияние касалось культурной сферы. Наследовав своему отцу, он почти сразу же (январь 1442 года) поставил перед коммуной Феррары вопрос о реформировании местного университета, частично взяв на себя его финансирование, фактически возродив его. Со стороны же Лионелло это было, по-видимому, желание не только дать ещё один шанс учебному заведению, но и объединить вокруг себя передовых мыслителей своего времени, без того, чтобы они испытали превратности карьеры придворного. 
История Феррарского университета восходит к 1391 году, когда 4 марта маркиз Альберто д’Эсте получил папскую буллу (Феррара была в феодальном владении римского папы) с разрешением открытия университета. Университет Феррары согласно этому документу мог присуждать учёные степени по гражданскому и каноническому (церковному) праву, искусству, медицине и теологии. В это время в университете было только два профессора права, и не сохранилось сведений, преподавались ли тогда научные дисциплины, искусство и богословие. Университет закрылся через три года после основания, в 1394 году. Вероятно, вновь начал работу в 1402 году, но в 1404 году из-за увеличения военных расходов преподавание прекратилось. Попытка Никколо III снова открыть его в 1418 году потерпела неудачу. Только через год после начала правления Лионелло д’Эсте университет стал полноценно действующим с достаточным количеством профессоров для преподавания основных предметов: канонического права, логики, философии и медицины. В связи с этим, хотя традиционная дата основания университета — 1391 год, 1442 год считается его истинной датой основания. На встрече Лионелло и представителей коммуны в январе 1442 года была выражена надежда, что университет станет «выдающимся центром обучения, [который] принесёт известность городу, местным жителям будет легче получать степени, и приток студентов поддержит экономику города». Чтобы покрывать бо́льшую часть жалования профессорско-преподавательского состава, коммуна ввела налог с продаж на мясо. Лионелло со своей стороны предоставил финансовую поддержку учебного заведения, выделяя средства из собственной казны (Camera — ведомство, управлявшее имуществом маркизов). День 18 октября 1442 года стал днём открытия университета, Гуарино да Верона выступил с речью, в которой восхвалял гуманистические дисциплины. Вскоре университет стал одним из самых престижных и процветающих учебных заведений Европы, которое привлекало студентов и учёных и из Италии, и из других стран (Англии, Германии, Венгрии, Греции, Польши). Был основан новый факультет искусств в честь учителя Лионелло Гуарино да Вероны, а последний стал там профессором. В университет сам Лионелло пригласил знаменитых учёных: знатоков греческого языка Феодора Газу (руководил кафедрой греческого языка) и Джованни Ауриспу, преподавателя гражданского права Анджели дельи Убальди, канонического права Лодизио Кривелли и Франческо Аккольти д’Ареццо, философов Маджи, Монтекатини, Джованни Манарди, астрономов Джованни Бьянкини и Доменико Мария Новару, поэта из Пармы Базинио Базини, хорошо известного латинского ритора, Микеле Савонаролу для преподавания медицины. К концу правления Лионелло в 1450 году, судя по документам, на юридическом факультете университета работало двенадцать профессоров, тринадцать — на факультете искусств. Количество обучавшихся возросло с 34 в 1440 году до 338. Университет добился успеха, как на то надеялись Лионелло и коммуна Феррары. Сильный преподавательский состав обеспечил быстрое и благотворное развитие университету, который успешно конкурировал с университетами Падуи и Болоньи.
Решение возродить университет по сути сделало Феррару гуманистическим центром — реформа учебного заведения не только привлекла студентов, учёных и философов со всей Европы (что также благотворно сказалось на экономическом развитии маркизата), но и породила достижения в области искусства и архитектуры, подготовила почву для работы выдающихся художников своего времени. Позднейший расцвет культуры в Ферраре ставится исследователями в заслугу Лионелло. В XXI веке Университет Феррары продолжает оставаться одним из лучших университетов Европы. По сравнению с тремя основными направлениями, развивавшимися в XV веке — искусством, правом и медициной, в настоящее время в университете восемь факультетов: архитектура, экономика, инженерия, гуманитарные науки, право, естественные науки, математика и информатика, медицина, фармацевтика и профилактика заболеваний. Благодаря инициативе Лионелло и вкладу семьи Эсте интеллектуальные и культурные движения определили историю Феррары не только XV, но и последующих веков. Благоприятные условия для развития Феррары позднее привели к расцвету искусств, в том числе музыки и классического театра. Постепенная серия преобразований в конечном итоге превратила Феррару в значительный объект культурного наследия в Европе, в настоящее время Феррара внесена в Список объектов Всемирного наследия ЮНЕСКО.

## Меценат и зачинатель политики «великолепия»

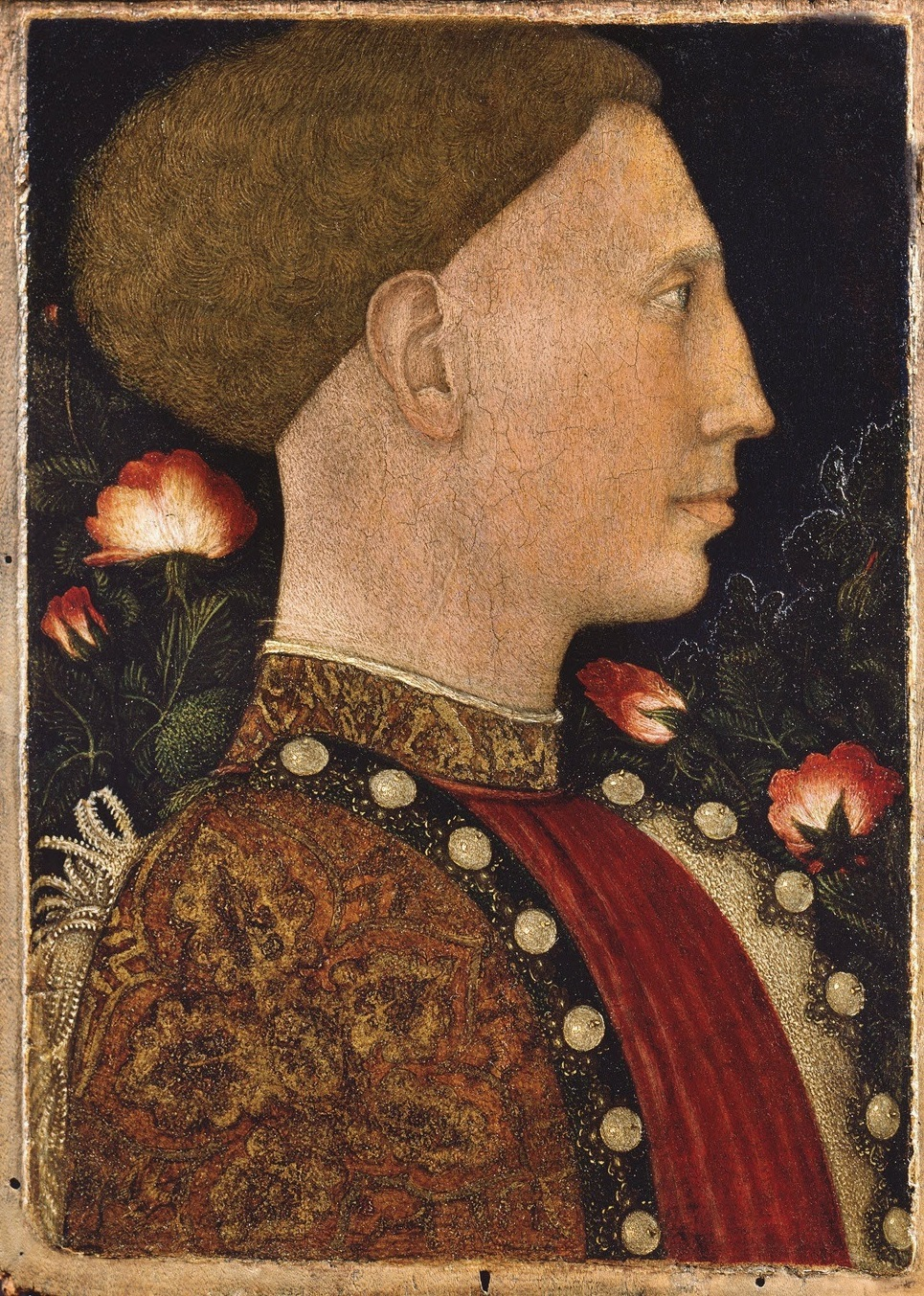
Лионелло д’Эсте. Портрет работы Пизанелло. 1441. Этот портрет был написан в соревновании с художником Якопо Беллини. Лионелло высоко оценил оба своих изображения, но победителем в споре двух художников вышел Беллини. Портрет Лионелло работы Беллини не сохранился

Несмотря на то, что Лионелло проявил себя опытным политиком, его правление более отмечено культурным и общественным развитием Феррары, города, тесно связанного со двором. Дела благотворительности и благочестия, в том числе строительство церквей, способствовали укреплению его популярности. В 1444 году он инициировал по согласованию с епископом Феррары Джованни Тавелли создание первой общедоступной больницы взамен нескольких лекарен в разных частях города. Больница Святой Анны стала одновременно богадельней, приютом и госпиталем. Больница существовала и развивалась благодаря пожертвованиям, она была и остаётся одним из главных лечебных учреждений Феррары. 
Лионелло оказывал помощь беднякам, раздавая им припасы в неурожайные годы, и неоднократно снижал налоги. За свою миротворческую политику Лионелло был провозглашён salus Italiae («Спасителем Италии») и spes Italum («Надеждой итальянцев»). Мифологическая поэма Meleagridos, созданная Базинио Базини в 1448 году, — об охоте на вепря — иносказательное изображение политики Лионелло, где сам он предстаёт в образе Мелеагра.
В правление Лионелло в Ферраре пока ещё не сложилась собственная художественная школа. Для маркиза работали выдающиеся художники эпохи, которых он приглашал, сообразуясь с собственными вкусами: Пизанелло, Якопо Беллини, Андреа Мантенья, Пьеро делла Франческа. Точно известно, что последний работал у Борсо, но исследователи склоняются к тому, что делла Франческа был в Ферраре уже в правление Лионелло. Поддерживались контакты с мастерами Северной Европы, что способствовало взаимному обогащению двух традиций изобразительного искусства. В Ферраре жил и работал Рогир ван дер Вейден — для Лионелло он написал алтарный образ, о котором известно благодаря свидетельству Чириако д'Анконы. В 1441 году Феррару посетил Жан Фуке, свидетельством его пребывания при дворе является созданный им «Портрет Гонеллы», шута маркиза. Художник Джованни да Ориоло с 1439 года работал в Фаэнце. Лионелло д’Эсте нанял его в 1447 году, чтобы Ориоло написал его портрет (хранится в Национальной галерее, Лондон) — на сегодняшний день это единственная известная картина художника. Лионелло целенаправленно собирал (и здесь проявляется уже тенденция к коллекционированию в современном понимании этого явления) античные камеи, медали, монеты. Предметы из собрания Лионелло были доступны для изучения его окружению. Впоследствии собрание Лионелло, как и других представителей династии, было рассеяно. В настоящее время представление о нём можно составить по инвентарным описям и отдельно сохранившимся предметам, подлинность которых не подлежит сомнению. Интерес Лионелло к малой пластике, резным камням и нумизматике свидетельствует о развитии нового вида увлечения этими предметами культуры как объектами коллекционирования. В свою очередь, увлечения маркиза повлияли на художников, работавших при дворе Эсте. На портрете Ориоло представил Лионелло строго в профиль, как на древнеримских монетах и медалях, исполненных Пизанелло, подобный тип изображения был широко распространён в Италии XV века. С правления Лионелло в истории Феррары начался длительный период развития музыки и религиозной, и светской, город надолго стал европейским музыкальным центром. При дворе Лионелло организовал работавшую на постоянной основе капеллу. Произведения для неё сочиняли выдающиеся композиторы своего времени, приглашавшиеся маркизом из разных стран (например, Гийом Дюфаи). Кроме музыкантов, у Лионелло работали хореографы — Доменико да Пьяченца создал для него несколько танцев.

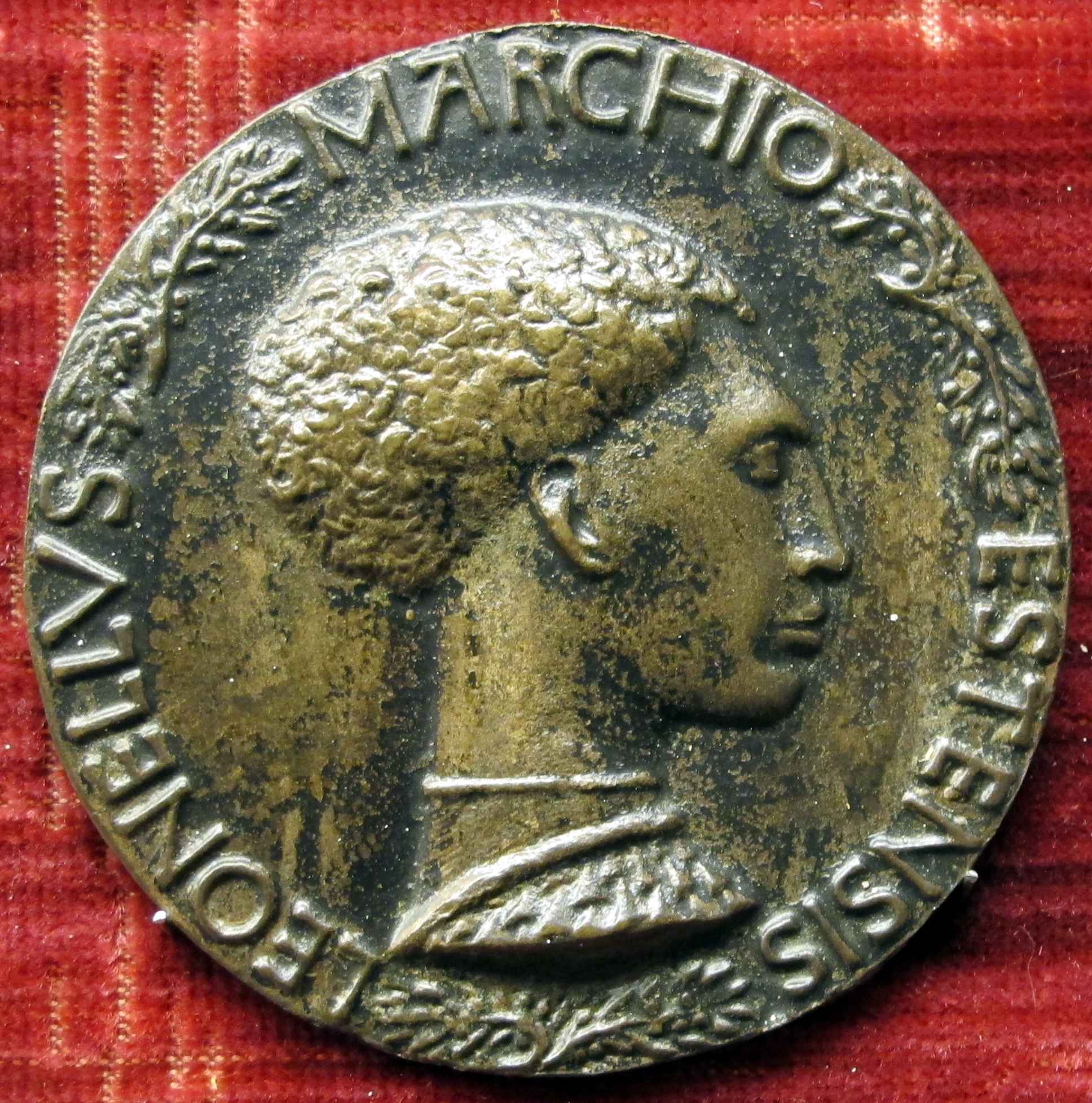
Пизанелло. Первая медаль Лионелло 'Эсте. Аверс. Редкий вариант с правым профилем

Уже в молодости Лионелло имел прочные связи с выдающимися интеллектуалами своего времени, одним из них был Леон Баттиста Альберти. В 1441 году Лионелло пригласил Альберти судить конкурс на лучшего художника, который бы исполнил конную статую Никколо III. Альберти завершил строительство городского кафедрального собора. По словам самого интеллектуала, Лионелло вдохновил его на создание De Re Aedificatoria («Десять книг о зодчестве»), где подробно рассматриваются вопросы, касающиеся строительных материалов, конструкций, общих принципов оформления в архитектуре, а также основы проектирования общественных и частных зданий. В книге описываются различные типы фасадов зданий и обсуждаются способы исправления строительных ошибок. Альберти в своей работе открывает для современного ему читателя идеи Витрувия. Предполагалось, что трактат «Десять книг о зодчестве» будет посвящён Лионелло, так как тот инициировал его создание, но ранняя смерть маркиза Феррары помешала этому, Альберти завершил работу несколько позднее. В 1450 году трактат был передан папе Николаю V, чтобы им руководствовались римские строители, ведущие в то время грандиозные работы по перестройке города.
Лионелло заложил основы политики «великолепия» (magnificientia), получившей своё название позднее у исследователей истории рода Эсте и Феррары, — прославления правящей династии через покровительство искусствам и укрепления таким образом её власти, подтверждения её законности, возвеличивания её представителей. Изобразительные искусства широко использовались для создания нового образа правления. Были продолжены или начаты работы по обустройству резиденций Эсте — Бельфиоре, Белригуардо, Коппаро и Мильяро. По традиции Эсте проводили бо́льшую часть времени именно в этих дворцах, называемых делициями (от итал. delizia — наслаждение, удовольствие), а не в замке Эстенсе. Каждый правитель из рода Эсте имел свою любимую делицию, но неизменно продолжал строительные и оформительские работы, начатые его предшественниками и в других палаццо. Эти величественные дворцы, центры придворной жизни в провинции, были призваны продемонстрировать широким слоям общества могущество династии. Лионелло не оставлял вниманием и внешнюю пышность, репрезентативность. Он любил красивые вещи, в том числе представлявшие для него ценность как подтверждение его высокого статуса. За время его правления имущество Феррарского двора значительно увеличилось, в том числе и за счёт предметов роскоши — дорогих тканей, шпалер (у Эсте была обширная коллекция изделий заальпийских ткачей), книг, ювелирных изделий. Как отмечает Гундерсхаймер, он первым из династии инвестировал в культуру широко, охватывая все её области, будь то строительство и украшение делиций, устроение публичных празднеств, развитие способностей людей талантливых, поддержка людей искусства и ремесленников. 
Вместе с тем Лионелло был склонен к культурному диалогу с узкой аудиторией, имеющей более рафинированные вкусы. Его собственные склонности ярко проявились в деле покровительства искусствам и собирательстве. Маркиз стал инициатором создания личного кабинета правителя, предназначенного для его отдыха и досуга, так называемого студиоло, в своей любимой делиции Бельфиоре. Гуманистическую программу оформления студиоло разрабатывал для своего ученика Гуарино да Верона. В её основу была положена концепция «идеального, гармоничного правления». Студиоло Лионелло в Бельфиоре впоследствии послужил первым образцом для личного кабинета его племянницы Изабеллы д'Эсте в Мантуе.
Нравы Феррарского двора и в целом обстановка в синьории изменились к лучшему во многом благодаря Лионелло. Спустя несколько лет после его смерти, в 1456 году, Поджо Браччолини в послании к Гуарино да Вероне сравнивал Феррару и Флоренцию, превознося первую и порицая вторую за коррупцию, которая стала препятствием в деле воспитания молодого поколения. Тот же Браччолини превозносил двор Лионелло, где царила строгая мораль, противопоставляя ему распущенную Павию.
Политика «великолепия» получила своё дальнейшее развитие при последующих правителях Феррары. Борсо, в отличие от своего старшего брата, был малообразован и больше интересовался политикой и реализацией административно-бюрократической реформы, при нём культура стала средством достижения утилитарных целей. Во время его правления политика «великолепия» (в том числе и меценатство) приняла систематический характер, продолжалось дальнейшее развитие искусств (изобразительных и неизобразительных) и литературы как средств укрепления власти династии, в том числе через пышные придворные празднества, строительство и украшение загородных резиденций.

## Государь нового типа

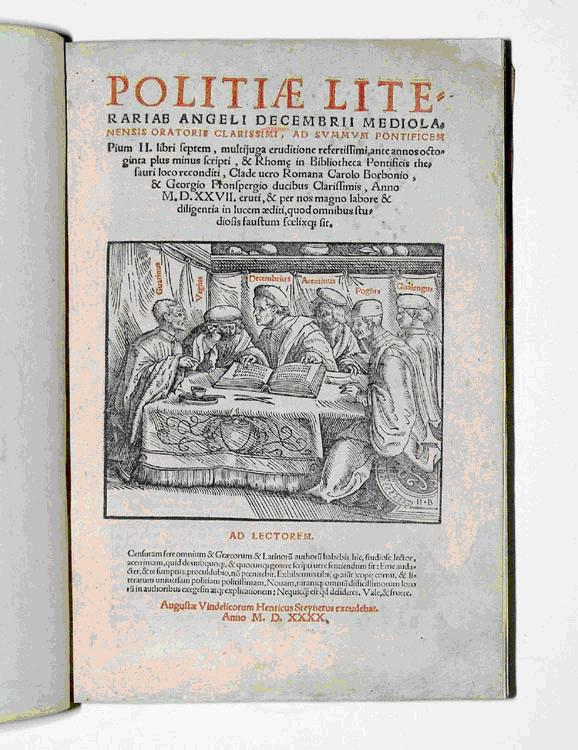
Титульный лист первого печатного издания De politiæ litterariæ, Аугсбург, 1540

Гуманисты представляли Лионелло как идеального принца эпохи, покровителя и защитника искусств, талантливого литератора. Образ принца-философа, позаимствованный из платоновской «Республики», поддерживался прочной связью с передовыми мыслителями своего времени. Обучение Лионелло по новому принципу — studia humanitatais, то есть получения комплекса знаний, способствующих формированию человека как личности, — и его склонность к искусствам позволили ему впоследствии развить оживлённую интеллектуально-культурную жизнь в Ферраре. Семья Эсте также всегда акцентировала своё рыцарское происхождение (это требовалось и в плане возникающей время от времени необходимости доказательства легитимности правящей династии), что отразилось и на характере ренессансной культуры Феррары. В ней соединились идеалы и достижения Античности и традиции Средневековья. Во всей Италии эпохи Возрождения главенствовали пластические искусства — в Ферраре на первое место в XV—XVI веках выдвинулась литература.
Маркиз изучал труды латинских классиков, его любимыми предметами были риторика и история (он постоянно читал «Записки Цезаря» на языке оригинала). Из авторов он особенно выделял Цицерона, Квинтилиана и Плутарха (не зная древнегреческого языка, читал на латинском), из итальянских наиболее ценил Данте и Петрарку. Среди христианских святых он почитал Святого Иеронима как знатока многих языков. Лионелло живо интересовался открытием новых античных текстов и поощрял деятельность Гуарино да Вероны в этом направлении. Лично принимал участие в изучении «Естественной истории» Плиния. 
Декреты Лионелло предварялись прологами, которые сочинял он сам, это были литературные произведения небольшого формата, основанные на примерах из античных авторов. Лионелло сам писал свои речи и лично вёл государственную переписку. Он сочинял сонеты на итальянском языке — известны два его произведения в этом жанре: они опубликованы в сборнике Rime selections de' Poeti ferraresi antica e moderni (Феррара, 1713). Эти любовные сонеты были высоко оценены Уго Фосколо и Джозуэ Кардуччи. В хрониках говорится об увлечении маркиза поэзией, особенно в области импровизации. В то же время современные исследователи отмечают, что авторство многих произведений, приписываемых Лионелло д’Эсте, является нерешённым вопросом, и не уверены, что он является автором целого сборника поэзии. Лионелло также переписывался с видными гуманистами эпохи — Филельфо, Франческо Барбаро, Лоренцо Валлой, Поджо Браччолини и Леоном Батистой Альберти. Возможность лично познакомиться со многими известными учёными эпохи представилась Лионелло ещё в пору работы Ферраро-Флорентийского собора (1438). Как отмечает В. Гундерсхаймер, Лионелло «нанёс Феррару на литературную карту Европы». За время его краткого правления в городе сформировался один из передовых центров обмена научными знаниями в области лингвистики и филологии. Ключевую роль здесь сыграли и университет, и двор маркиза, где он собирал прославленных гуманистов и людей искусства.
Лионелло д’Эсте прославлялся как покровитель искусств в работе Анджело Дечембрио. Дечембрио, миланский учёный-гуманист, переехал в Феррару в 1438 году. Он написал трёхтомную работу De Politia Litteraria Variisque Poetae Virgilli Laudbibus («Об изящной словесности…», завершена до 1447 года). Ещё четыре книги её продолжения были написаны Дечембрио в 1460-х годах. Темой трактата Дечембрио избрал культивирование утончённой литературы (politia litteraria) и вообще искусства в придворной среде. В De Politia Litteraria Variisque Poetae Virgilli Laudbibus описывается Феррара в правление Лионелло и приводятся размышления автора о последнем. Труд Дечембрио составлен в форме бесед Лионелло и автора. В представлении Дечембрио образ маркиза окружён «почти сакральной аурой» (Brunelli). Естественно, что Лионелло из De Politia Litteraria не представляет собой портрет реального человека, но он отражает культурный настрой тех, кто составлял окружение правителя Феррары. Показательно, что вопросы высокого искусства в их понимании сплетаются с общественными, государственными и политическими.
Город Феррара, по словам Дечембрио, славен не только «улицами, садами и виллами», но и своим центром — двором д’Эсте, украшением которого является обширная библиотека. Согласно первому сохранившемуся инвентарю (1436), в ней было 279 томов. Лионелло значительно расширил собрание. В роскошно отделанной библиотеке были представлены книги «с разумным выбором» (с явным предпочтением классической литературы). Библиотека, по мнению гуманиста, есть идеальный способ для современного государя сделать вклад в культуру. Библиотека д’Эсте, заботливо дополняемая Лионелло, «прежде всего… [повышает] престиж принца как покровителя искусств». По поручению Лионелло переписчики, работавшие в библиотеке, среди них — учёный-переписчик из Кремоны Бьяджо Босони (Biagio Bosoni), выполняли рукописи на французском и итальянском языках. В окружении Эсте интересовались способами хранения манускриптов и бережной работы с книгой. При Лионелло библиотека пополнилась сочинениями Цицерона, Квинтилиана, Вергилия, Саллюстия, Горация, Боэция и других классиков, а также произведениями современных авторов — Флавио Бьондо, Гуарино да Вероны, Франческо Ариосто, Джованни Бьянкини, Тито Веспасиано Строцци. Библиотека маркиза получала значительные новейшие произведения. Авторы знали, что могут рассчитывать на неподдельный интерес и понимание со стороны Лионелло, многие посвящали свои работы ему лично. В частности, Леон Баттиста Альберти посвятил Лионелло комедию «Филодокс» (Philodoxeos fabula, 1425), где речь шла о государе нового типа, воспитанном в гуманистической традиции, правящем не силой, а миром; диалоги на темы морали, написанные на вольгаре, — «Теодженио» (Teogenio, 1434); и трактат о ценных породах лошадей (De equo animante).
Вероятно, так называемый Ллангаттокский бревиарий был заказан Лионелло (по другой версии, Борсо д’Эсте). Он создан под руководством Джорджо д’Алеманья художниками Бартоломео ди Бенинка, Маттео де Пасти и Якопо Маньянимо. В 1958 году этот манускрипт был продан бароном Ллангаттоком частями на аукционе Кристис. В настоящее время листы бревиария хранятся в Лувре (Париж), Датской национальной библиотеке и некоторых частных коллекциях.
Лионелло занимался и музыкой, играл на нескольких музыкальных инструментах: в одном из своих писем Гуарино, относящихся к годам учёбы, он объясняет свои перерывы в чтении ради пения и игры на лютне тем, что эти занятия дают ему отдых и расслабление. В De Politia Litteraria Дечембрио принц Лионелло называет три вещи, напрямую не связанные с чтением, которые должны быть в библиотеке: гороскопы, «географический глобус» и лютня. В студиоло маркиза в палаццо Бельфиоре находился орган, на котором он играл, инструмент был сделан мастером из Модены по имени Константин.
Обстановка при дворе Борсо, наследника Лионелло, не могла сравниться с положением дел при последнем, давшем импульс интенсивному культурному развитию. Преемник Лионелло направил основные усилия на проведение административно-бюрократической реформы и обращал особое внимание на поддержание роскошного двора (за видимой пышностью которого скрывались серьёзные хозяйственные и финансовые проблемы). Успешную карьеру литератору или учёному можно было построить, только используя придворные связи. В Ферраре также отмечались случаи преследования гуманистов. Возможно, поэтому многие учёные и интеллектуалы покинули город в последующие годы. Дечембрио, Газа и Базинио были тремя наиболее влиятельными гуманистами, оставившими двор Эсте после 1450 года.

## Семья и дети

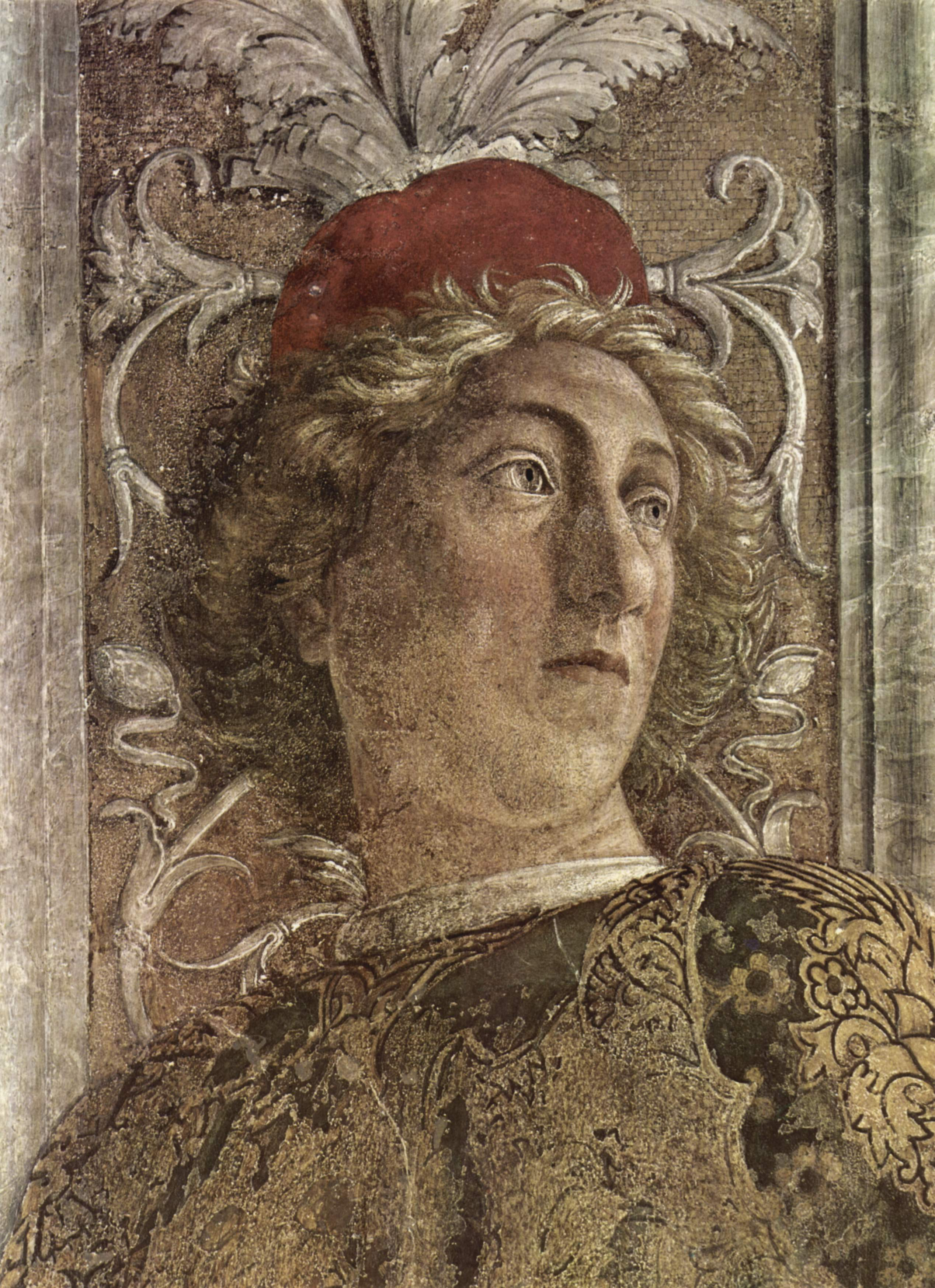
Андреа Мантенья. Роспись Камеры дельи Спози. Деталь. 1474. Предположительно портрет Никколо д'Эсте

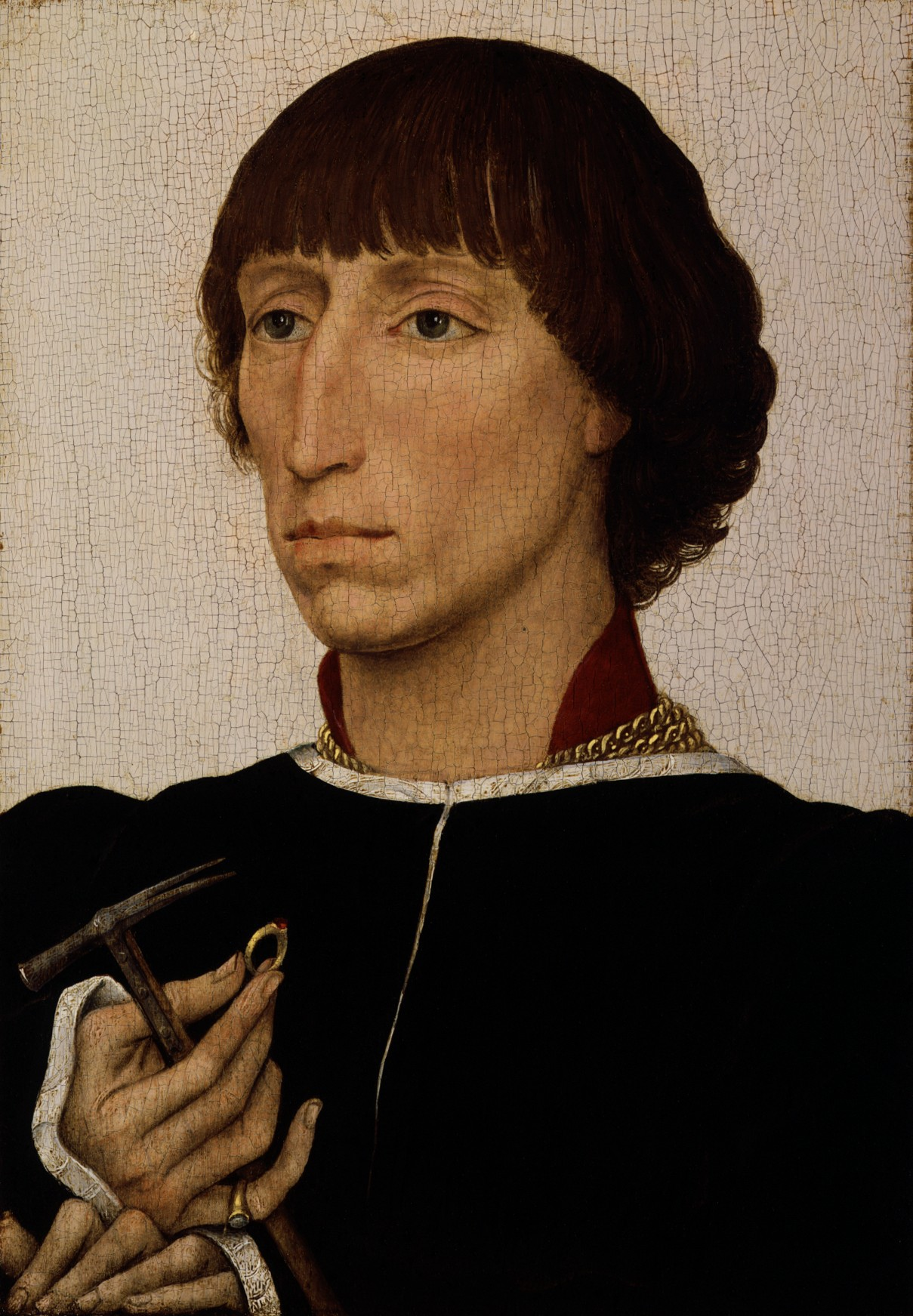
Франческо д'Эсте. Портрет работы Рогира Ван дер Вейдена. Ок. 1460 года

1-й брак (1 января 1435 года): Маргарита Гонзага (ум. 7 июля 1439) — дочь маркиза Мантуи Джанфранческо I Гонзаги.
- Никколо[итал.] (20 июля 1438 — 4 сентября 1476)[5]. По завещанию Лионелло должен был быть его преемником. Однако по малолетству Никколо был отстранён от наследования своим дядей Борсо. Папа Николай V подтвердил права Борсо и его потомства (если таковое у него было бы) на Феррару, Модену и Реджо, устранив своим решением потомство Лионелло от наследования. Никколо некоторое время жил при Мантуанском дворе. В 1476 году он поднял мятеж против следующего герцога Феррары — Эрколе I, потерпел неудачу и был казнён[39].

2-й брак (апрель 1444 года) — Мария Арагонская (ум. 1449) — внебрачная дочь короля Неаполя Альфонса V Арагонского.
Внебрачная связь:
- Франческо (1429[82]/1430 — после 1471[25]). Сын Лионелло от неизвестной женщины, Франческо получал образование, в том числе изучал военное дело, при бургундском дворе[83] в Нидерландах[5][81], куда выехал летом 1444 года. В Нидерландах он официально именовался «маркиз Франческо д'Эсте», многие годы нёс военную службу у герцогов Бургундских. Эрнст Канторович указывает, что последнее упоминание Франческо относится к 1475 году[84].

## Историография

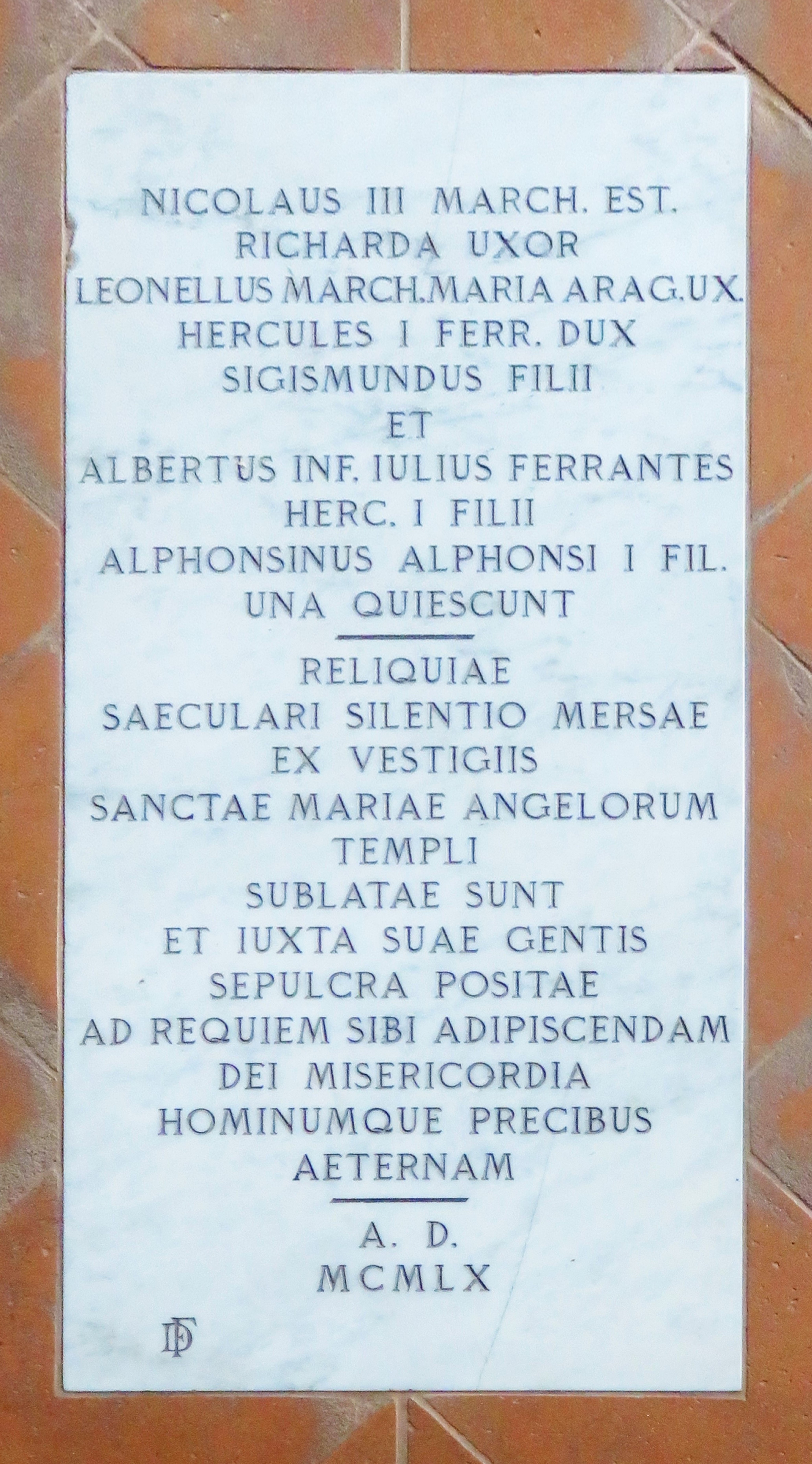
Захоронения семьи Эсте в монастыре Тела Христова (Феррара). Останки перенесены из церкви Санта-Мария-дельи-Анджели

Лионелло, как и ещё два ренессансных правителя Феррары из рода Эсте: Борсо и Эрколе I, при которых сложилась самобытная культура этой синьории, привлекает наибольшее внимание исследователей. Его биография и деятельность как политика, администратора и законодателя рассматривается в работе итальянского историка Джузеппе Парди (итал. Giuseppe Pardi) «Лионелло д'Эсте — маркиз Феррары» (1904). В своей статье «Феррара: семья Эсте (1393—1535)» М. Тоффанелло отмечает, что в правление Лионелло в Ферраре произошло становление ренессансного государства. Лионелло была посвящена обширная выставка «Музы и князь. Придворное искусство Паданского Ренессанса», прошедшая в 1991 году. В её каталог включена библиография трудов о его жизни и деятельности. Особенности передачи власти в семье Эсте, в том числе незаконнорождённым детям, посвящено эссе Джейн Бестор «Незаконнорождённость и легитимность в формировании регионального государства в Италии: порядок наследования Эсте». Начало исследованию взятой на вооружение династией Эсте политики «великолепия», у истоков которой стоял Лионелло, положил В. Л. Гундерсхаймер в работе «Феррара: стиль ренессансного деспотизма» (1973). В фокусе внимания исследователя — деятельность трёх братьев, правивших Феррарой друг за другом: Лионелло, Борсо и Эрколе I. Гундерсхаймер даёт биографический очерк о Лионелло, уделяя особое внимание его литературным вкусам с опорой на книгу Дечембрио De Politia Literaria. Вопросы музыкальной жизни в ренессансной Ферраре, в том числе в годы правления Лионелло, рассматриваются в работе музыковеда Льюиса Локвуда. Научная проблема ренессансного студиоло связывается с именами Лионелло, Альфонсо I и Изабеллы д’Эсте, как создателями наиболее знаменитых образцов личного кабинета правителя. Одна из последних по времени работ (по состоянию на 2016 год), посвящённых этому вопросу в связи с представителями дома Эсте, — книга Т. Шепарда «Эхо Геликона. Музыка, искусство и самобытность в студиоло Эсте, 1440—1530». Студиоло Лионелло рассматривается в статье Джани Андерсон «Возрождение интереса к музам в Ферраре Кватроченто». Собранию редкостей и предметов искусства, принадлежавших Лионелло, посвящена работа Джанлуки Амери «Леон Баттиста Альберти и эмали ронд-босс Лионелло д'Эсте». О Лионелло как коллекционере см. также каталог выставки, прошедшей в галерее Эсте (Модена) в 2003 году, «Коллекционерский вкус Лионелло д'Эсте. Ювелирные изделия и эмали ронд-босс при дворе».

## Комментарии
1. ↑  Также имена персонажей рыцарского романа получили дети Никколо: Уго, Борсо, Мелиадуз(е), Джиневра, Изотта. В отличие от других итальянских династий, основанных представителями купечества или банкиров, Эсте имели рыцарское происхождение, и для них чрезвычайно важным было напоминание об этом[6][7].
2. ↑  Традиционно каждый новый представитель династии, правивший Феррарой, получал титул маркиза от магистрата (Savi), а титул викария от папы, поскольку и при Эсте Феррара оставалась папским леном[21]. Борьба с папой за Феррару, развернувшаяся в XIII—XIV веках, закончилась договором между понтификом и представителями этой семьи. Эсте заплатили за викариатство высокую цену, но отныне легитимность их правления удостоверялась папой, тогда как другие сеньоры итальянских земель получали подтверждение своей власти от императора Священной Римской империи. При этом сначала викариатство предоставлялось на несколько лет, но позднее Эсте, начиная с Никколо III, становились пожизненными викариями[22].
3. ↑  Чтобы покрыть расходы на свадебные торжества, пришлось ввести специальный налог[24].
4. ↑  Одним из значительных источников пополнения феррарской казны были пошлины, взимаемые с торговцев за транзитный проезд по реке По до Венеции. Когда в начале 1440-х годов поток миланских купцов стал сокращаться, Лионелло снизил пошлины на треть[34].
5. ↑  Одно время на Альфонсо Арагонского возлагались надежды (например, Энео Сильвио Пикколомини) как на будущего собирателя итальянских земель, объединение должно было прекратить бесконечные войны[13].
6. ↑  Не были оставлены без внимания и крепости: в правление Лионелло проводились фортификационные работы в Луго, купленном его отцом у папы в 1437 году, Баньякавалло, Рубьере и Финале[5].
7. ↑  Лионелло увлекался астрологией. Говорили, что свою одежду на каждый день он выбирал, сообразуясь с положением планет и учитывая дни недели[73].
8. ↑  Pardi G. Leonello d’Este Marchese di Ferrara. — Bologna, 1904.
9. ↑  Toffanello M. Ferrara: The Este Family (1393—1535) // Courts and courtly arts in Ranaissance Italy / M. Folin. — Milan: Officina libraria, 2011. — P. 180—201.
10. ↑  См.: Le muse e il Principe. Arte di corte nel Rinascimento padano. Catalogo. Saggi / A cura di Andrea di Lorenzo, Alessandra Mottola, Mauro Natale. — Modena — Milano, 1991.
11. ↑  Bestor, Jane Fair. Bastardy and Legitimacy in the Formation of a Regional State in Italy: The Estense Succession (англ.) // Comparative Studies in Society and History : журнал. — 1996. — No. 38 (3). — ISSN 0010-4175.
12. ↑  Werner L. Gundersheimer. Ferrara. The Style of a Renaissance Despotism. — Princeton: Princeton University Press, 1973.
13. ↑  Lockwood, Lewis. Music in Renaissance Ferrara 1400—1505. The Creation of a Musical Center in the Fifteenth Century. — Oxford: Oxford University Press, 2009.
14. ↑  Shephard T. Echoing Helicon. Music, Art and Identiny in the Este Studioli, 1440—1530. — Oxford: Oxford University Press, 2014.
15. ↑  Anderson J. Il risveglio dell’interesse per le Muse nella Ferrara del Quattrocento // Le Muse e il Principe, Arte di corte nel Rinascimento padano. cat. mostra di Milano, 2 vol., s.l. 1991. — 1991. — Vol. II. — P. 165—185.
16. ↑  Ameri G. Leon Battista Alberti e gli smalti en ronde’bosse di Leonello d’Este // Schifanoia / A cura dell’istituto di studi rinascimentali di Ferrara. — 2008. — Vol. 34—35. — P. 35—44.